# Adrian Nogowski
Adrian Nogowski (ur. 27 marca 1990 w Kwidzynie) – polski piłkarz ręczny, lewoskrzydłowy, zawodnik MMTS-u Kwidzyn.
Wychowanek MTS-u Kwidzyn, następnie uczeń i zawodnik SMS-u Gdańsk. W 2009 trafił do MMTS-u Kwidzyn. W sezonie 2011/2012 przebywał na wypożyczeniu w pierwszoligowej Pomezanii Malbork. Po powrocie do MMTS-u stał się jego podstawowym zawodnikiem. W sezonach 2013/2014 i 2015/2016 był najskuteczniejszym graczem kwidzyńskiej drużyny w Superlidze – zdobył odpowiednio 126 i 147 bramek (wynik ten zapewnił mu 5. miejsce w klasyfikacji najlepszych strzelców ligi). W sezonie 2016/2017 rozegrał w najwyższej polskiej klasie rozgrywkowej 29 meczów, w których rzucił 98 goli. W sezonie 2017/2018 po raz kolejny był najlepszym strzelcem MMTS-u w Superlidze – zdobył 143 bramki w 31 spotkaniach.
W 2009 uczestniczył w otwartych mistrzostwach Europy juniorów w Szwecji. Występował również w reprezentacji młodzieżowej oraz w kadrze B (m.in. w turnieju na Litwie w 2014, podczas którego w trzech meczach zdobył cztery bramki). W reprezentacji seniorów zadebiutował 3 listopada 2016 w przegranym spotkaniu z Serbią (32:37), w którym rzucił dwa gole. W grudniu 2016 został powołany do szerokiej kadry na mistrzostwa świata we Francji. W tym samym miesiącu i na początku stycznia 2017 uczestniczył w zgrupowaniach reprezentacji w Kielcach i Pruszkowie. Ostatecznie nie znalazł się w ścisłej kadrze na mistrzostwa.